# Světový pohár v biatlonu 2020/2021 – Nové Město na Moravě
8. podnik Světového poháru v biatlonu v sezoně 2020/2021 probíhal od 4. do 7. března 2021 ve Vysočina aréně v  Novém Městě na Moravě. Na programu byly štafety, sprinty a stíhací závody.
Závody světového poháru se do Nového Města vrátily po roce. S pokrytím biatlonových tratí v tomto období pomáhal zásobník sněhu, v němž se uchovává sníh z minulé zimní sezóny a další, uměle připravený. Závody se stejně jako všechny v tomto ročníku světového poháru uskutečnily z důvodů pandemie covidu-19 bez diváků. Organizátoři plánovali provést asi 1500 PCR testů.

## Program závodů
Oficiální program:
| Datum     | Disciplína           | Začátek (SEČ) | Počet závodníků |
| --------- | -------------------- | ------------- | --------------- |
| 4. března | Štafety (ženy)       | 16.05         | 21 týmů         |
| 5. března | Štafety (muži)       | 15.20         | 23 týmů         |
| 6. března | Sprint (ženy)        | 11.00         | 106             |
| 6. března | Sprint (muži)        | 15.40         | 105             |
| 7. března | Stíhací závod (ženy) | 12.00         | 59              |
| 7. března | Stíhací závod (muži) | 16.00         | 59              |

## Průběh závodů
Závodů se účastní pětičlenný mužský a pouze čtyřčlenný ženský tým. „Ženy z B týmu na IBU Cupu neprokázaly potřebnou výkonnost pro Světový pohár,“ zdůvodnil to reprezentační trenér Ondřej Rybář.

### Štafety
V závodě žen se od začátku drželo mezi prvními Norsko. Ne druhém úseku si Tiril Eckhoffová vypracovala až půlminutový náskok. České štafetě se v první polovině závodu nedařilo. Jessica Jislová běžela pomalu a musela šestkrát dobíjet, a udržovala se na 19. místě. Eva Puskarčíková po ní střílela mnohem lépe, ale běžela ještě pomaleji, takže českou pozici nevylepšila. Na čele závodu pak přijížděla s náskokem k šesté střelbě Norka Ida Lienová. Musela na trestné kolo, a tak se do čela dostalo Švédsko. Při poslední  střelbě však Elvira Öbergová udělala o chybu více než Běloruska Jelena Kručinkinová, která tak vyjížděla do posledního kola s několikavteřinovým náskokem. Ten si udržovala, ale při vjedu na stadion ji Švédka předjela a zvítězila. 
Markéta Davidová zlepšila na třetím úseku rychlý během českou pozici na 15. místo, ale Lucie Charvátová po ní jela celkem pět trestných kol a štafetu na 18. místě, což byl nejhorší výsledek české štafety v historii tohoto závodu.
Na prvním úseku mužské štafety si úspěšně vedl Michal Krčmář. Udělal jen jednu chybu při střelbě vstoje, měl druhý nejrychlejší běžecký čas a předával na třetím místě se ztrátou šest vteřin na vedoucí německé biatlonisty. Na druhém úseku však Ondřej Moravec musel po střelbě vleže na jedno trestné kolo a klesl na desáté místo. V čele se udržovalo Německo s malým náskokem na Norsko. Johannes Dale však po čtvrté střelbě musel také na trestné kolo, a tak se na druhé místo dostala Francie. Norští biatlonisté se sice díky nejrychlejšímu běhu propracovávali dopředu, ale Tarjei Bø a na posledním úseku i Johannes Thingnes Bø jeli po jenom trestném kole, takže se v pořadí propadali. Francouzští biatlonisté se dlouho udržovali na druhé pozici, ale Émilien Jacquelin zasáhl při předposlední střelbě jen jeden terč z osmi a Francouzi nakonec dojeli pátí. Na druhé místo se dostali Rusové, kteří je přes rychlý běh Johannese Bø v posledním kole udrželi. 
Za český tým jeli na posledních dvou úsecích Milan Žemlička a Adam Václavík, kteří už přes celkově solidní výkon desátou pozici nevylepšili.

### Sprinty
Během ženského závodu se na střelnici často měnil vítr, a proto jen málo biatlonistek zastřílelo obě položky bezchybně. Markéta Davidová začala dobře: čistě střílela vleže a rychle běžela: po první střelbě se udržovala na průběžně druhé pozici. Pak ale v běhu zpomalovala (cítila, že nemá dobře připravené lyže), vstoje nezasáhla poslední terč a dokončila sprint na 12. místě. Mezitím přijela do cíle jako první bezchybně střílející Ukrajinka Julija Džymová, ihned za ní se zařadila Italka Lisa Vittozziová. Obě ohrožovala Běloruska Dzinara Alimbekavová, která odjížděla po druhé střelbě dvě vteřiny za Ukrajinkou, ale nedokázala už zrychlit a do cíle dojela čtvrtá. Norka Tiril Eckhoffová byla sice při nájezdu do posledního kola vinou jedné chyby při střelbě vleže čtvrtá, ale běžela nejrychleji a zvítězila s náskokem téměř deset vteřin před Džymovou. Z dalších českých závodnic běžela velmi rychle Lucie Charvátová (měla čtvrtý nejlepší čas) a se dvěma chybami na střelnici dojela sedmnáctá. Body získala i Jessica Jislová, která nezasáhla jen jeden terč vleže a se solidním během dojela na 27. pozici. Eva Puskarčíková chybovala při střelbě dvakrát a s horším během obsadila 49. místo. Všechny postoupily do nedělního stíhacího závodu.
Ve sprintu mužů se udržoval v cíli průběžně v čele bezchybně střílející Němec Arnd Peiffer. Ze druhé střelby však odjížděl rychleji Francouz Simon Desthieux a ve stejném čase i Švéd Sebastian Samuelsson. Desthieux zajel hlavně konec posledního kola rychleji a poprvé v kariéře zvítězil v závodě světového poháru. Samuelsson pak malý náskok udržel a dojel o dvě vteřiny před Peifferem. Průběžně vedoucí závodník celého ročníku Johannes Thingnes Bø udělal celkem tři chyby na střelnici a pomalu střílel. I přes nejrychlejší běh dokončil na 11. místě.
Českým reprezentantům se závod nevydařil: nejlépe dojel Michal Krčmář se dvěma nezasaženými terči na 39. pozici. Stejně chyb udělali i Jakub Štvrtecký a Ondřej Moravec, kteří dokončili na 45. a 47. místě. Adam Václavík a Milan Žemlička se umístili až v osmé desítce startujících.

### Stíhací závody
V závodě žen zvítězila Norka Tiril Eckhoffová způsobem start-cíl. Vstoje sice udělala celkem tři střelecké chyby, ale její soupeřky také chybovaly (žádná z biatlonistek nezastřílela všechny položky čistě), takže si průběžně vypracovala až minutový náskok a zvítězila, podesáté v této sezóně. Na druhé místo se propracovala Němka Denise Herrmannová, která chybovala jen při první střelbě a od té doby se zlepšovala. O třetí místo se v posledním kole bojovalo: díky nejrychlejšímu běhu jej získala další Norka Marte Olsbuová Røiselandová.
Markéta Davidová i Lucie Charvátová nezasáhly při prvních třech střelbách celkem dva terče, v pořadí se posouvaly dopředu a na poslední střeleckou položku přijely na 9. a 11. místě. Zde však udělaly obě tři chyby. Charvátová díky dobrému běhu dojela na 15. pozici, Davidová o dvě místa za ní. Jessica Jislová a Eva Puskarčíková dokončily závod v poslední desítce startujících.
V závodě mužů se od počátku drželi ve vedoucí skupině Francouz Émilien Jacquelin a Nor  Tarjei Bø. K poslední střelbě přijížděli spolu s desetivteřinovým náskokem na další pětici závodníků. Jacquelin ale jako jediný z nich zde udělal chybu, a tak Bø odjížděl s náskokem 11 vteřin před Francouzem Simonem Desthieux. Toho však brzy předjel další Nor Johannes Thingnes Bø, který sice nezasáhl dva terče při první střelbě, ale pak už nechyboval a svoji pozici neustále zlepšoval. Svého bratra ale už dojet nedokázal a skončil druhý.
Z českých závodníků se dařilo Michalu Krčmářovi, který zastřílel všechny položky čistě, i když pomalu, a navíc jel rychleji než v sobotu. Posunul se o 25 míst oproti sprintu a dojel na 14. pozici. "Čtyři nuly jsou výjimečné pro každého závodníka. Musí si to sednout, člověk musí mít vnitřní jistotu a sebedůvěru," komentoval svůj výkon Krčmář. Ondřej Moravec se dvěma nezasaženými terči a pomalým během dokončil závod na 39. místě, Jakub Štvrtecký o osm míst za ním.

## Umístění na stupních vítězů

### Muži
| Disciplína              | První místo                                                    | Výkon                                         | Druhé místo                                                                   | Výkon                                                     | Třetí místo                                                              | Výkon                             |
| Sprint (10 km)          | Simon Desthieux                                                | 22.58,0 (0+0)                                 | Sebastian Samuelsson                                                          | 23.00,4 (0+0)                                             | Arnd Peiffer                                                             | 23.02,4 (0+0)                     |
| Stíhací závod (12,5 km) | Tarjei Bø                                                      | 28.17,3 (1+0+0+0)                             | Johannes Thingnes Bø                                                          | 28.25,5 (2+0+0+0)                                         | Simon Desthieux                                                          | 28.28,8 (0+2+0+0)                 |
| Štafeta (4×7,5 km)      | Německo Erik Lesser Benedikt Doll Arnd Peiffer Philipp Nawrath | 1:12:28,1 (0+0) (0+2) (0+0) (0+1) (0+1) (0+0) | Rusko Said Karimulla Chalili Matvej Jelisejev Alexandr Loginov Eduard Latypov | 1:13:49,8 (0+3) (0+0) (0+0) (0+0) (0+2) (0+3) (0+0) (0+0) | Norsko Sturla Holm Laegreid Johannes Dale Tarjei Bø Johannes Thingnes Bø | 1:14:01,3 (0+0) (0+0) (0+0) (1+3) |

### Ženy
| Disciplína            | První místo                                                             | Výkon                                                     | Druhé místo                                                                    | Výkon                                         | Třetí místo                                                                   | Výkon                                                     |
| Sprint (7,5 km)       | Tiril Eckhoffová                                                        | 18.48,4 (0+1)                                             | Julija Džymová                                                                 | 18.57,7 (0+0)                                 | Lisa Vittozziová                                                              | 19.06,4 (0+0)                                             |
| Stíhací závod (10 km) | Tiril Eckhoffová                                                        | 27.27,4 (0+0+1+2)                                         | Denise Herrmannová                                                             | 27.52,0 (1+0+0+0)                             | Marte Olsbuová Røiselandová                                                   | 27.57,9 (0+1+1+1)                                         |
| Štafeta (4×6 km)      | Švédsko Mona Brorssonová Hanna Öbergová Linn Perssonová Elvira Öbergová | 1:03.26,6 (0+1) (0+0) (0+2) (0+0) (0+1) (0+0) (0+0) (0+2) | Bělorusko Iryna Kryuková Dzinara Alimbekavová Hanna Solová Jelena Kručinkinová | 1:03.27,8 (0+0) (0+1) (0+3) (0+2) (0+1) (0+1) | Francie Anaïs Bescondová Justine Braisazová Chloé Chevalierová Julia Simonová | 1:03.54,4 (0+0) (0+1) (0+1) (0+0) (1+3) (0+0) (0+3) (0+0) |

## Pořadí zemí
| Pořadí | Země      | 1. místo | 2. místo | 3. místo | Celkově |
| ------ | --------- | -------- | -------- | -------- | ------- |
| 1.     | Norsko    | 3        | 1        | 2        | 6       |
| 2.     | Německo   | 1        | 1        | 1        | 3       |
| 3.     | Švédsko   | 1        | 1        | 0        | 2       |
| 4.     | Francie   | 1        | 0        | 2        | 3       |
| 5.     | Bělorusko | 0        | 1        | 0        | 1       |
| 5.     | Rusko     | 0        | 1        | 0        | 1       |
| 5.     | Ukrajina  | 0        | 1        | 0        | 1       |
| 8.     | Itálie    | 0        | 0        | 1        | 1       |
|        | Celkem    | 6        | 6        | 6        | 18      |